# Lista över inofficiella namn i Borgå
Inofficiella namn i Borgå i Finland är namn på platser, gator, byggnader och dylikt som är allmänt förekommande i folkmun men inte är officiella. Det finns ett stort antal inofficiella namn i Borgå.
Uttalsmarkeringarna i tabellen torde följa standarden som används av SAOL och NE:s ordbok, inte standarden enligt Internationella fonetiska alfabetet.[källa behövs]
| Namn               | Varianter & uttal | Kommentar | WD                     |
| ------------------ | --- | --- | ---------------------- |
| Alexandersbron     | Varianter: Alexandersbron, Alexandersgatans bro, Nya bron, Bågan Uttal: [aleksandärsbro:n], [aleksandärsga:tans bro:], [ny:a bro:n], [bågan]                                            | Den nyaste bron i Borgå ställer till huvudbry hos invånarna vad gäller namnet. Många kallar den för Nya bron. | Q116446286 på Wikidata |
| Bibban             | Varianter: Bibban, Biblo Uttal: [bibban], [biblo] | Borgå stadsbibliotek(fi) | Q107117874 på Wikidata |
| Bogy               | Varianter: Bogy, Gymnasiet, Lyceet Uttal: [bågi], [jymna:sie], [lyse] | En förkortad version av Borgå Gymnasium. | Q15352561 på Wikidata  |
| Borgbackan         | Varianter: Borgbackan, Lintsin, Borinken Uttal: [bårjbakken] | Borgbackan är sandkullen som har gett Borgå sitt namn. Av ungdomar kallas den idag ofta för Lintsin, vilket antagligen är ett lån från Borgbacken i Helsingfors. | Q10433136 på Wikidata  |
| Brankis            | Varianter: Brankis, FBK-huset, Brandkårshuset Uttal: [brankkis], [effbe:kå:hu:se], [brankå:rshu:se]                                                                                     | På Brandkårshuset i Borgå, som det heter officiellt, ordnas bl.a danser. |                        |
| Cabriol            | Varianter: Cabriol, Hobbhabben, Gamla habben, Gamla habbens hus Uttal: [kabriåll], [håbbhabben]                                                                                         | Café Cabriole finns här idag. |                        |
| Dösis              | Varianter: Dösis, Busstationen Uttal: [dösis], [busstatjo:n] | Borgå busstation(fi) vid torget. | Q56400068 på Wikidata  |
| Flugutorget        | Varianter: Flugutorget, Flugun Uttal: [flugutårje], [flugun] | Flugutorget eller Flugun kallas parkerings- och mötesplatsen bakom stadshuset(fi) av unga bilföra Borgåbor. |                        |
| Frysarn            | Varianter: Frysarn, Korv-Gusta, Knackkorvskiosken, Gusis Uttal: [fry:sarn], [kårvgusta], [knakkårvskiåsken], [gusis]                                                                    | Borgås kändaste korv-kiosk, numera stängd. Namnet Frysarn kommer från att ägaren var den första som sålde glass i Borgå. |                        |
| Fågelholkarna      | Varianter: Fågelholkarna, Kåkstaden, Västra åstranden, Pönttörna, Holkis Uttal: [fågelhålkkana], [kå:ksta:den], [vestra å:stranden], [pönttönä], [hålkkis]                              | Bostadsområde med hus som liknar fågelholkar på västra åstranden. |                        |
| Gamla bron         | Varianter: Gamla bron, Kyrkobron, Gamlastansbron Uttal: [gamla bro:n], [tjyrkobro:n], [gamlasta:nsbro:n]                                                                                | Gamla bron vid Gamla stan i Borgå(fi) | Q116446274 på Wikidata |
| Gamppula           | Varianter: Gamppula, Kamppula, Gambodja Uttal: [gamppola], [kamppola], [gambådja] | Stadsdelen Gammelbacka saknar ett finskt namn, men kallas i folkmun för Gamppula. Området har också skämtsamt kallas för Gambodja av Borgåbor, eftersom området förr ansågs vara fattigare.                                                                           | Q10502578 på Wikidata  |
| Grand              | Varianter: Grand, Svenska gården, Klubben Uttal: [grand], [svenska gå:rden], [klubben]                                                                                                  | Det gula huset vid torget är Borgås kulturhus. Här finns bl.a Luckan och en konsertsal. |                        |
| Hovi               | Varianter: Hovi, Hovet, Gamla Socis Uttal: [håvi], [hå:vet], [gamla so:sis] | Man använder bara efterledet -hovi av restaurangens och hotellets namn Seurahovi. |                        |
| Jääppis            | Varianter: Jääppis , Himchuli Uttal: [jä:ppis], [himtjoli] | Kiosk som tidigare fanns på höger sida när man kör upp med Vårbergavägen från stan. Huset är nu rivet. |                        |
| Kokon              | Varianter: Kokon, Backan, Slalombackan Uttal: [ko:kån], [bakkan], [sla:låmbakkan] | Skidcentret i Borgå, Kokon skidcentrum(fi), heter för många borgåbor bara Backan. | Q10708407 på Wikidata  |
| Konstfabriken      | Varianter: Konstfabriken, Fiskars Uttal: kånstfabri:ken, fiskars | Den röda tegelbyggnaden var förr en fabrik och det kringliggande området var ett industriområde. I Konstfabriken tillverkades t.ex hästskor, ramar och grävmaskiner. Byggnadskomplexet har renoverats och är idag ett kultur- och kongresscentrum.                    | Q18291327 på Wikidata  |
| Kvaba              | Uttal: [kvaba] | Kvarnbackens skola |                        |
| Lypa               | Uttal: [lypa] | Lyceiparkens högstadieskola. |                        |
| Miljonhuset        | Varianter: Miljonhuset, Miljonbygget, Miljoonatalo Uttal: [miljo:nhu:se], [miljo:nbygge] [miljå:natalå]                                                                                 | Det första huset i Borgå som kostade en miljon mark att bygga. |                        |
| Nimbushuset        | Uttal: [nimbushu:se] | Det gula huset i hörnet av torget fick ursprungligen sitt namn efter en bar som fanns här. |                        |
| Nya bron           | Varianter: Nya bron, Gamla nya bron, Mannerheimbron Uttal: [ny:a bro:n], [gamla ny:a bro:n] [mannärheimbro:n]                                                                           | Kallas Nya bron, eftersom den på sin tid ersatte den äldre bron i Gamla stan(fi). | Q116446275 på Wikidata |
| Näse sten          | Uttal: [nese ste:n] | Ett flyttblock som blivit kvar på Näsebacken då inlandsisen smälte. Från utsiktsterassen på stenen kan man beundra hela Borgå. | Q61862472 på Wikidata  |
| Paahtimo           | Varianter: Paahtimo, Magasinet, Simolins lager, Tegelmagasinet Uttal: [paahtimå], [magasi:ne], [simoli:ns la:gär], [tegelmagasi:ne]                                                     | Idag Porvoon Paahtimo. De andra namnen lever kvar från tiden då byggnaden var varuhuset Simolins lagerbyggnad. |                        |
| Popsens hörn       | Varianter: Popsens hörn, Popsen, Amarillo, Rillo Uttal: [påpsens hö:rn], [påpsen], [amarillå], [rillå],                                                                                 | Hörnet kallas fortfarande för Popsen av många Borgåbor efter en matbutik som tidigare fanns i hörnet. Idag finns här en Amarillo-restaurang. |                        |
| Postens backa      | Varianter: Postens backa, Elantos parkki Uttal: [påstens bakka], [elantås parkki] | Så kallades parkeringsplatsen och den tidigare mötesplatsen mellan Brunnsgatan och Fredsgatan, Mannerheimgatan och Lundagatan. |                        |
| Rosenparken        | Varianter: Rosenparken, Kärleksparken, Pussparken, Gymnasieparken Uttal: [ro:senparkken], [tjä:rle:ksparkken], [pussparkken], [jymna:sieparkken]                                        | Lyceiparken ligger mellan Lypa (högstadiet) och Bogy (gymnasiet). Där finns även en lekplats. |                        |
| Runkkis            | Varianter: Runkkis, Runebergsparken, Runckupuisto Uttal: [ronkkis], [ru:nebärjsparkken], [ronkkopoistå]                                                                                 | Så kallas parken som officiellt går under namnet Runebergsesplanaden. I parken som förbinder torget med åstranden trivs förutom Runebergsstatyn också ungdomar. |                        |
| Sakta farten       | Varianter: Sakta farten, Saktis, Safa Uttal: [sakta fa:rten], [saktis], [safa] | Då man kommer till Borgå med båt möttes man förr av uppmaningen "Sakta farten" på en skylt. Namnet används idag om hela området. |                        |
| Santtarn           | Varianter: Santtarn, Potten, Pepot gropen, Pepot potten Uttal: [santtarn], [påttn], [pe:påt gro:pen]                                                                                    | Siminrättning i Kokon. |                        |
| Simis              | Uttal: [simis] | Borgå simhall(fi) | Q56400254 på Wikidata  |
| Simolinhuset(fi)   | Uttal: [simoli:nshu:se] | Ett gammalt varuhus i Borgå som har varit en av de vanligaste mötesplatserna. Idag har Oscar Simolins butik flyttat, men namnet lever kvar. | Q116519856 på Wikidata |
| Sjukis             | Uttal: [sjukis] | Borgå sjukhus(fi) kallas kort och gott för Sjukis. | Q26257091 på Wikidata  |
| Slottet            | Uttal: [slåtte] | I det röda stenhuset i Gamla stan(fi) övernattade kejsare Alexander den första under sin vistelse i Borgå i samband med Lantdagen i Borgå 1909. |                        |
| Snigelrestaurangen | Varianter: Snigelrestaurangen, Timbaali Uttal: [sni:gelrestaurangen], [timba:li] | Restaurangen Timbaali kallades för Snigelrestaurangen. Här kunde man äta sniglar i Gamla stan(fi). Idag huserar restaurangen Meat District här med nya ägare. Sniglar finns fortfarande på menyn.                                                                     |                        |
| Stadshuset         | Varianter: Stadshuset, Kyttis, Borgen, Gamla polisstationen Uttal: [stasshu:se], [kyttis], [bårjen], [gamla poli:sstatjo:n]                                                             | Borgå stadshus(fi) har också fungerat som polisstation i Borgå. | Q116519552 på Wikidata |
| Ströhö             | Varianter: Ströhö, Flickis Uttal: [ströhö], [flikkis] | Strömborgska skolan som tidigare var ett läroverk för flickor. |                        |
| Valtimohuset       | Varianter: Valtimohuset, Gamla Koppens hus, Kommunhuset Uttal: [valtimåhu:se], [gamla kåppens hu:s], [kåmmu:nhu:se]                                                                     | Valtimohuset är en gammal bankbyggnad, där bl.a. turistbyrån finns idag. Namnet Gamla Koppens hus kommer från att Kansallisosakepankki har funnits här. |                        |
| Velkala            | Varianter: Velkala, Fidala Uttal: [velkala], [fidala] | Velkala kallas kvarteret mellan Wittenbergsgatan och Vårbergavägen. Husen byggdes efter kriget och områdets invånare blev genast skuldsatta. |                        |
| Vessorna           | Varianter: Vessorna, Pisisbutkan, Lapplisornas hus, Turisthållplatsen, Pissoarn Uttal: [vessåna], [pisisbutkan], [lappli:sånas hu:s], [turisthållplatsen], [pisoa:rn]                   | Huset fungerade förut som allmän toalett och fick namnet Vessorna. Eftersom det ligger bakom gamla polisstationen kallades det också för Pisisbutkan. Borgås parkeringsövervakare hade även sitt kontor här en tid. Nu finns det en vin- och tapasrestaurang i huset. |                        |
| Vårkki             | Varianter: Vårkki, Kevari, Fatikvarteren Uttal: [vårkki], [kevari] | Stadsdelen Vårberga(fi) kallas Vårkki. Stadsdelens tre huvudvägar delar in stadsdelen i tre delar som benämns med sin nummer. Man kan alltså säga att man bor i Vårkki ettan, tvåan eller trean. Namnet Kevari kommer från finskans Kevätkumpu.                       | Q111850413 på Wikidata |
| Västra åstranden   | Varianter: Västra åstranden, Westside, Gaza, Västbanken, Andra sidan, Viisasten kerho Uttal: [vestra å:stranden], [oestsaid], [ga:sa], [vestbankken], [andra si:dan], [vi:sasten kerhå] | På senare år har Västra åstranden utvecklats. Här finns bl.a. bostadsområdet som i folkmun kallas för Fågelholkarna. |                        |
| Åstranden          | Uttal: [å:stranden] | Med Åstranden menar man den östra sidan av Borgå å. Stranden fylls av uteserveringar på sommaren och då är det här som Borgåborna träffas. |                        |